# Aviosuperficie
Le aviosuperfici sono strutture private che devono essere autorizzate dall'Ente Nazionale Aviazione Civile quando siano adibite a trasporto pubblico passeggeri o vi svolga attività di scuola di volo. In assenza di tali attività si parla di aviosuperfici gestite, non essendo necessaria alcuna autorizzazione (Decreto del Ministero delle Infrastrutture e Trasporti del 10 febbraio 2006, Circolare ENAC 30 ottobre 2013), su cui è possibile operare con aeromobili ultraleggeri e di aviazione generale. Le aviosuperfici in genere sono dotate di pista erbosa, a volte anche in bitume similmente agli aeroporti, e di infrastrutture come hangar, pompa carburante, bar e altri servizi, nate in seguito alla liberalizzazione delle aree di atterraggio del 1968 (legge Gex). Sono catalogate dall'ENAC in un apposito elenco.
L'uso di aviosuperfici per attività di trasporto pubblico con velivoli è consentito esclusivamente per i voli non di linea e con velivoli di massa massima al decollo non superiore a 5 700 kg e numero di posti passeggeri non superiore a nove.
Sulle aviosuperfici sono spesso presenti scuole di volo per il conseguimento dell'Attestato per il Volo da Diporto o Sportivo VDS (ultraleggeri) e licenze di volo LAPL/PPL (aeromobili di aviazione generale).
In alcuni casi anche alle aviosuperfici viene assegnato l'indicatore di località o codice ICAO (ad esempio l'aviosuperficie di Sondrio-Caiolo - LILO). L'elenco di tutti gli indicatori di località Italiani è reperibile nell'AIP nella sezione GEN. 2.4.

## In Italia
In Italia per aviosuperficie, si intende «un'area idonea alla partenza e all'approdo di aeromobili, che non appartenga al demanio aeronautico di cui all'art. 692 del codice della navigazione e su cui non insista un aeroporto privato di cui all'art.704 del codice della navigazione».
Le aviosuperfici si suddividono in segnalate e non segnalate, e in pendenza o non in pendenza (il limite per quelle non in pendenza è il 2% di inclinazione). I piloti che vogliano usufruire di ognuna di queste quattro categorie di aviosuperfici devono conseguire un'apposita abilitazione. In Italia l'ENAC ha individuato 211 aviosuperfici (al 16 marzo 2020).